# Георг фон Біттер
Георг фон Біттер (нім. Georg von Bitter; 23 березня 1921, Гетенслебен — 13 січня 1945, Кіль) — німецький офіцер-підводник, оберлейтенант-цур-зее крігсмаріне.

## Біографія
15 вересня 1939 року вступив в крігсмаріне. З 1 червня по 27 вересня 1941 року пройшов курс підводника. З 29 вересня по 30 листопада 1941 року пройшов практику вахтового офіцера на підводному човні U-38, на якому взяв участь в одному поході (15 жовтня — 29 листопада). З 1 грудня 1941 року — 2-й вахтовий офіцер на U-38, з 16 грудня 1941 року — на U-160, на якому взяв участь у чотирьох походах, під час яких були потоплені 26 кораблів загальною водотоннажністю 156 082 тонни і пошкоджені 5 кораблів (34 419 тонн). З 15 травня по 15 червня 1943 року пройшов курс командира човна, після чого був переданий в розпорядження 24-ї флотилії. З 29 вересня 1943 по 31 серпня 1944 року — командир U-750. Загинув під час пожежі на борту переобладнаного під гуртожиток судна «Дарессалам» разом з Вільгельмом Франкеном і Зігфрідом Людденом.

## Звання
- Кандидат в офіцери (15 вересня 1939)
- Фенріх-цур-зее (1 липня 1940)
- Оберфенріх-цур-зее (1 липня 1941)
- Лейтенант-цур-зее (1 березня 1942)
- Оберлейтенант-цур-зее (1 жовтня 1943)

## Нагороди
- Нагрудний знак підводника (29 квітня 1942)
- Залізний хрест
  - 2-го класу (29 квітня 1942)
  - 1-го класу (27 серпня 1942)
- Фронтова планка підводника в бронзі (16 вересня 1944)